# Stratovulcano

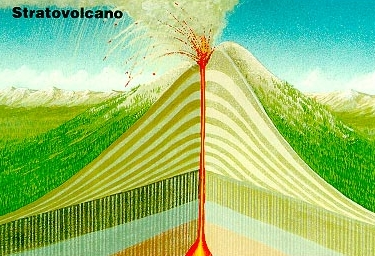
Sezione trasversale di uno stratovulcano

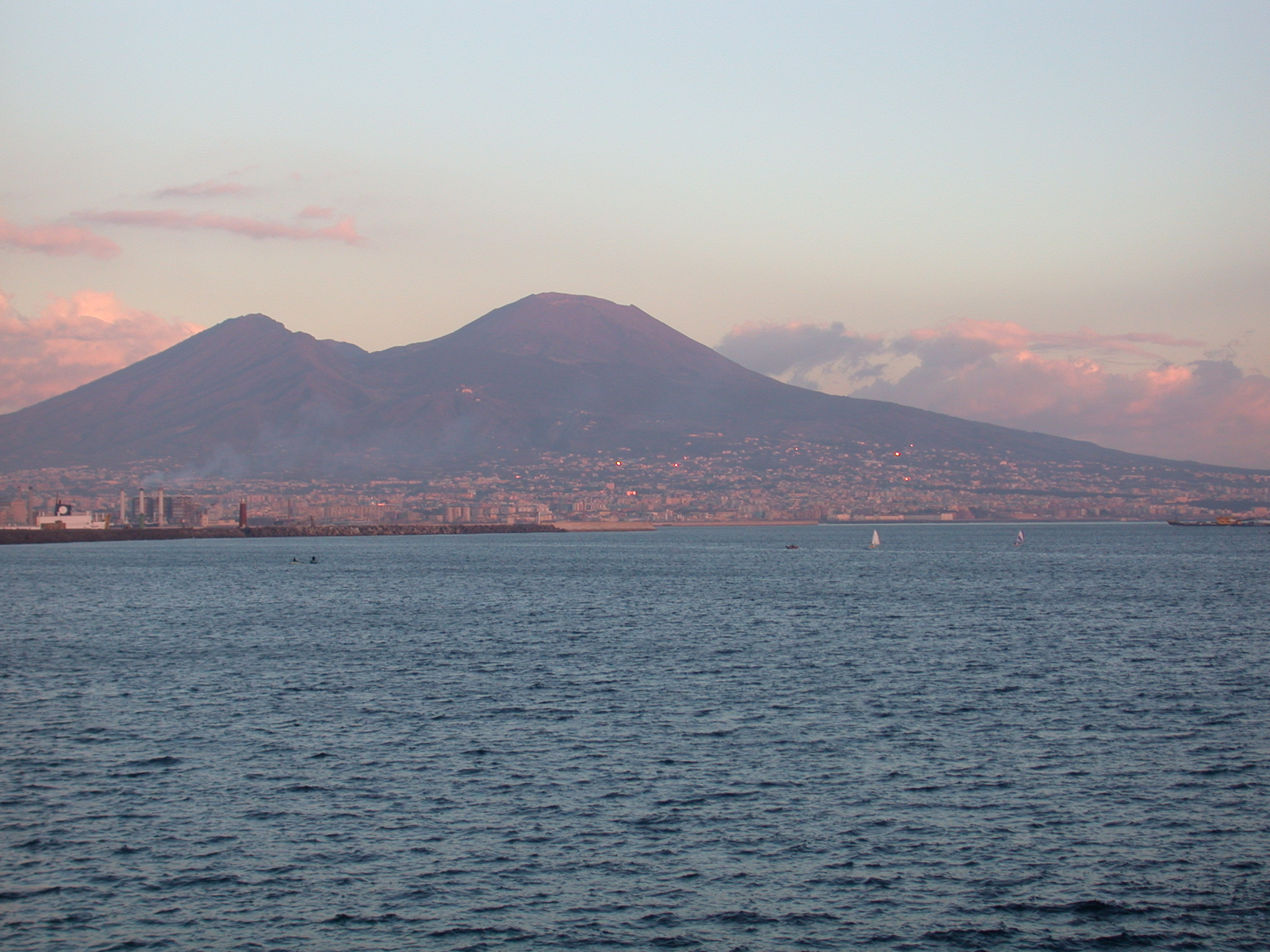
Il Vesuvio, qui visto da Napoli (Italia), è famoso per l'eruzione del 79 d.C.

Il Fuji in Giappone

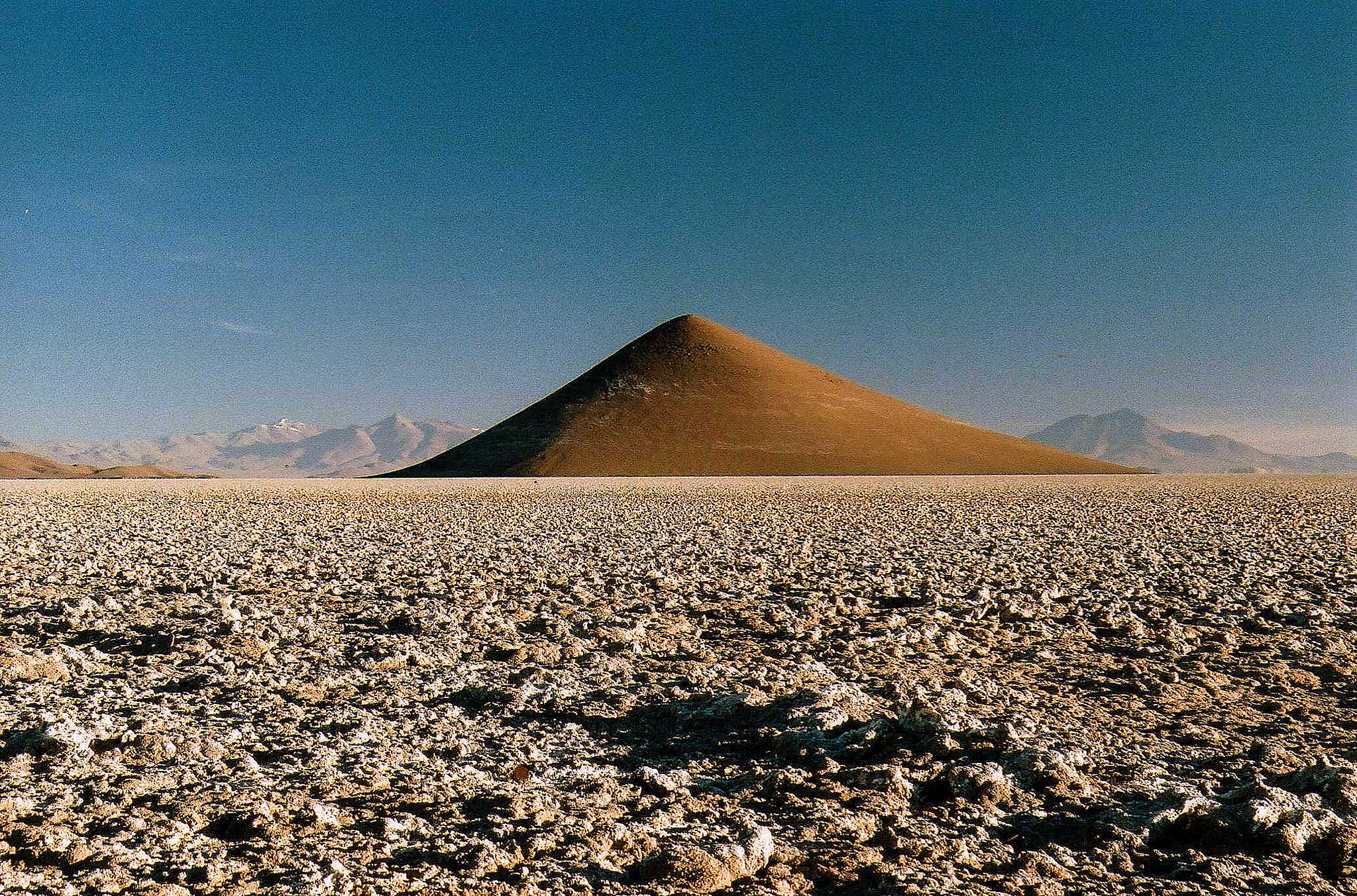
Stratovulcano "Cono de Arita" in Salta (Argentina)

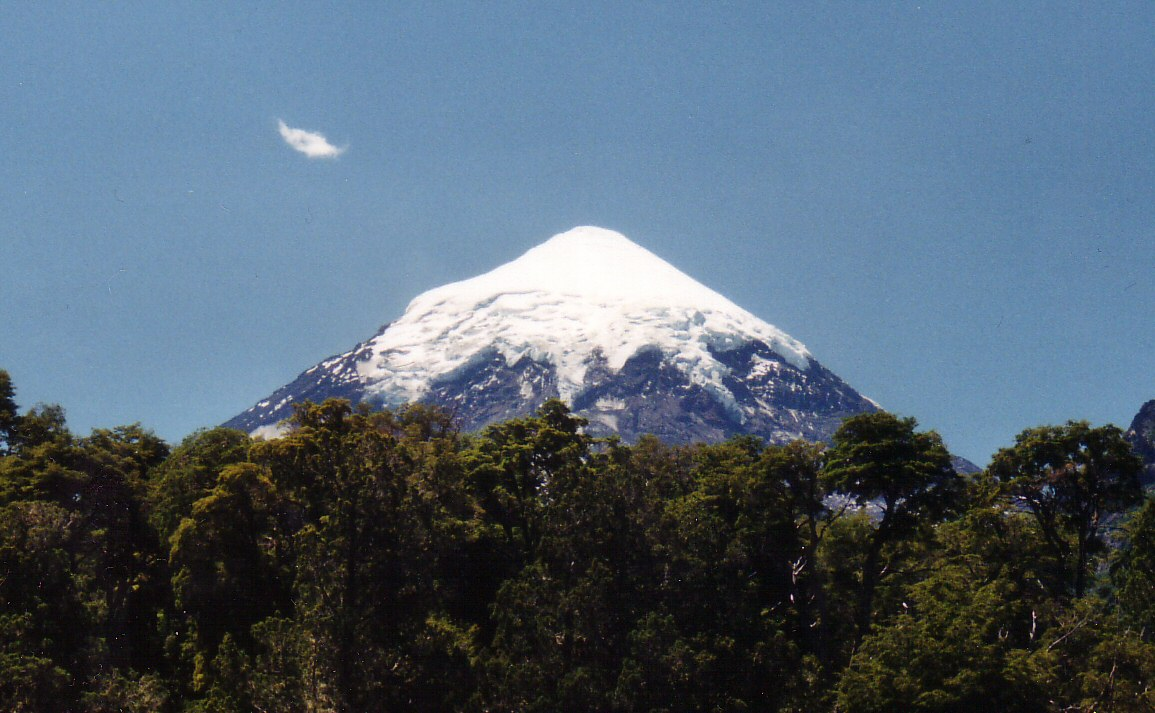
Il Lanín in Argentina

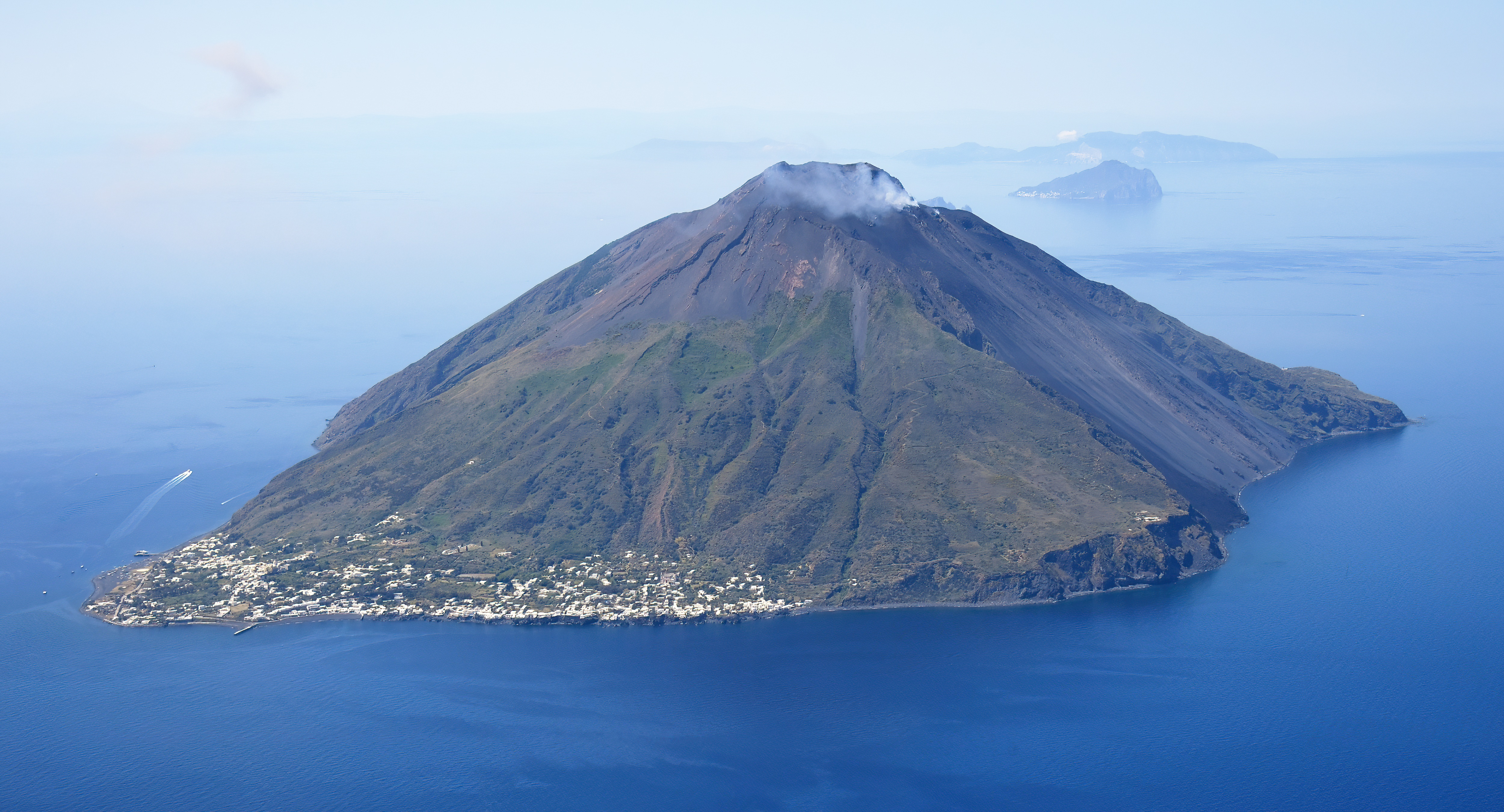
Lo Stromboli in Italia

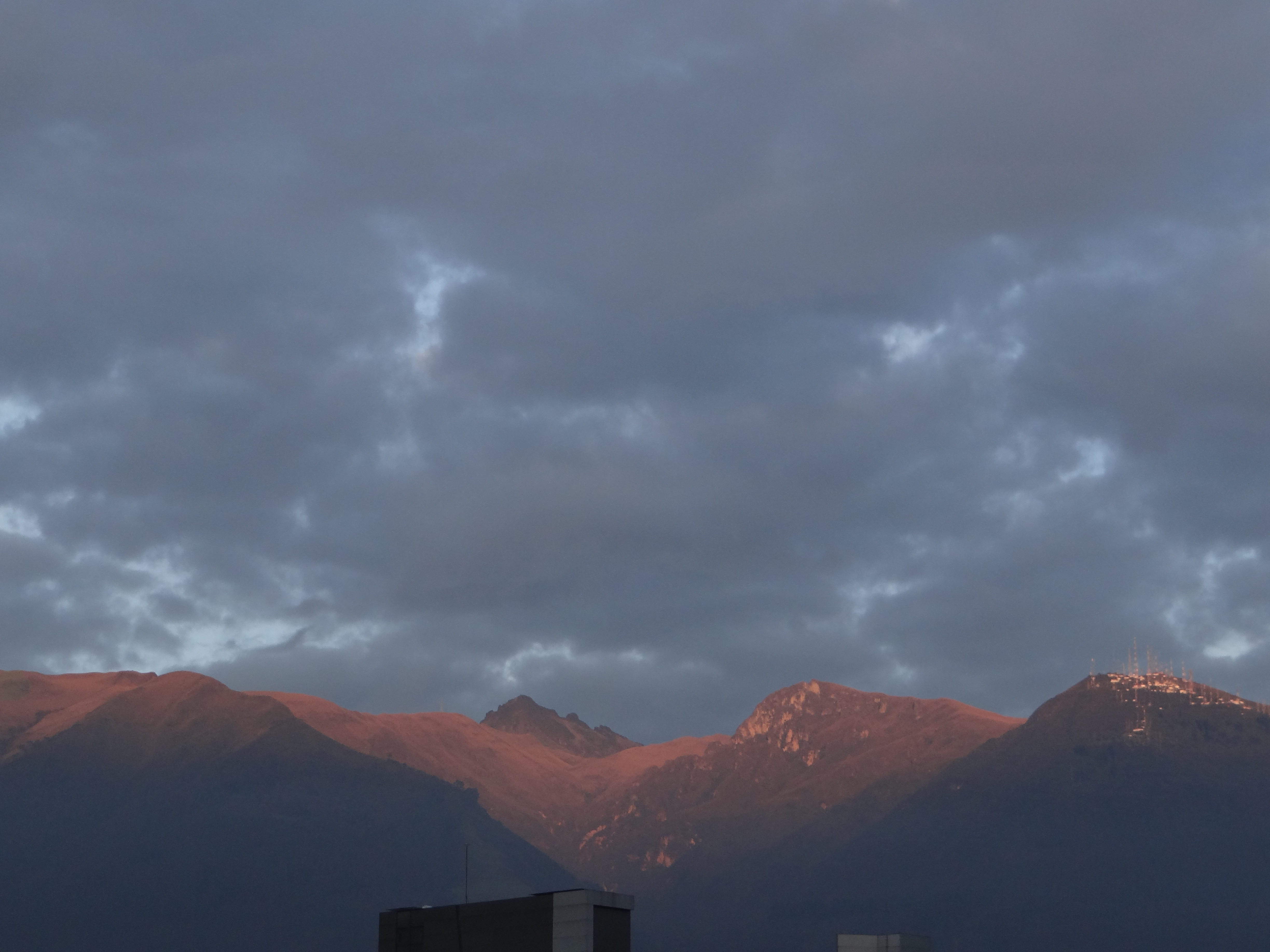
Tramonto - Pichincha. Il Pichincha è uno stratovulcano attivo dell'Ecuador.

Uno stratovulcano è un vulcano di forma generalmente conica costituito dalla sovrapposizione di vari strati di lava solidificata, tefra, pomice e ceneri vulcaniche. A differenza dei vulcani a scudo, gli stratovulcani sono caratterizzati da pendii piuttosto ripidi (fino a 45°) e da periodiche eruzioni di tipo esplosivo.
La lava che fuoriesce da questi vulcani ha generalmente una viscosità elevata che la porta a percorrere brevi distanze prima del definitivo raffreddamento e solidificazione. Il magma che dà luogo a queste eruzioni è prevalentemente di tipo felsico, con contenuti medio-alti di silice e costituito da riolite, dacite o andesite.
Gli stratovulcani sono anche chiamati vulcani compositi, proprio a causa della loro struttura stratificata, conseguenza degli accrescimenti avvenuti a seguito di eruzioni ripetute. Rappresentano la tipologia più comune di vulcani e sono più diffusi dei vulcani a scudo.
Famosi stratovulcani sono l'Etna, il Vesuvio, il Fuji, il Monte Mayon e il Krakatoa, conosciuti per le loro catastrofiche eruzioni. Gli stratovulcani sono spesso associati a pericoli legati alle loro eruzioni, come la fuoriuscita di materiale piroclastico (ceneri, lapilli, blocchi vulcanici) e colate di lava, che possono causare gravi danni.

## Caratteristiche
La lava emessa da uno stratovulcano può derivare da:
- un magma acido più denso e viscoso (con alto contenuto di silice), che caratterizza eruzioni di tipo esplosivo con materiali piroclastici (prodotti solidi di eruzioni vulcaniche)
- un magma basico (con ridotto contenuto in silice) meno viscoso, che invece caratterizza eruzioni di tipo effusivo (con fuoriuscita principalmente di lava), potenzialmente meno pericolose.

## Esempi
Esempi di stratovulcani:
- Cono de Arita (Argentina)
- Arenal (Costa Rica)
- Monte Baekdu (Corea del Nord)
- Cerro Volcánico (Argentina)
- Cerro Tuzgle (Argentina)
- Etna (Italia)
- Fuji (Giappone)
- Monte Garibaldi (Canada)
- Katmai (Alaska, Stati Uniti)
- Kilimangiaro (Tanzania)
- Kolombangara (Isole Salomone)
- Krakatoa (Indonesia)
- Kronotsky (Russia)
- Lanín (Argentina)
- Licancabur (Cile)
- Misti (Perù)
- Monte Apo (Filippine)
- Monte Mayon (Filippine)
- Merapi (Indonesia)
- Miravalles (Costa Rica)
- Parinacota (Cile e Bolivia)
- Pinatubo (Filippine)
- Nevado del Ruiz (Colombia)
- Popocatépetl (Messico)
- Monte Osorno (Cile)
- Monte Scenery (Saba, Caraibi olandesi)
- Monte Shasta (California, Stati Uniti)
- Soufrière (Montserrat)
- Stromboli (Italia)
- Tambora (Indonesia)
- Vesuvio (Italia)
- Visoke (Ruanda e RD del Congo)
- Whakaari/White Island (Nuova Zelanda)
- Santa María (Guatemala)
- Volcán de Fuego (Guatemala)